# Stane Dobovičnik
Stane Dobovičnik - Krt, slovenski partizanski komandant, * 8. december 1914, Tržič, Avstrijsko primorje, Avstro-Ogrska (danes Italija), † 30. marec 1944, Topolšica.

## Življenjepis
Pred okupaciji Kraljevine Jugoslavije je na Univerzi v Ljubljani študiral rudarstvo. Ob začetku vstaje se je pridružil narodnoosvobodilni borbi, novembra 1941 je postal član KPS. Nekaj časa je bil sekretar rajonskega komiteja KPS Vrhnika, kjer je deloval kot politični aktivist in vodja okrožne tehnike. V partizane je odšel spomladi 1942; bil namestnik četnega in bataljonskega političnega komisarja Šercerjevega bataljona, nato namestnik oziroma politični komisar Notranjskega odreda, od ustanovitve 1942 namestnik političnega komisarja Šercerjeve brigade, od maja 1943 politični komisar Tomšičeve brigade ter od oktobra 1943 politični komisar 14. divizije. Padel je v boju po prihodu 14. divizije na Štajersko.